# David Hrnčár
David Hrnčár (* 10. prosince 1997, Žilina) je slovenský fotbalový záložník, útočník či obránce, od ledna 2023 hráč belgického mužstva KSK Beveren. Nastupuje na převážně na pozici pravého záložníka nebo středního útočníka., v Pohronie hrál i v obraně. Jeho otec Norbert a děda Viliam také hráli fotbal i za Slovan, Norbert Hrnčár je v současnosti trenér.

## Klubová kariéra
Je odchovanec Slovanu Bratislava, odkud v průběhu mládeže odešel na hostování nejprve do Interu Bratislava a následně do týmu FKM Karlova Ves Bratislava.

### ŠK Slovan Bratislava (+ hostování)
V průběhu sezony 2015/16 se propracoval do seniorské kategorie „belasých“, kde měl amatérskou smlouvu a nastupoval za "béčko" neboli juniorku. V březnu 2017 odešel hostovat rovněž pod statutem amatéra do mužstva MŠK Žilina, ve kterém hrál za tehdy druholigovou rezervu. Po několika měsících se vrátil zpět do rezervy Slovanu, která na jaře 2017 sestoupila do třetí nejvyšší soutěže. Povedený pro Hrnčára byl především ročník 2017/18, ve kterém dal 38 branek a stal se nejlepším střelcem třetí slovenské ligy, dařilo se mu však i v následující sezoně, ve které zaznamenal na podzim 2018 20 gólů. Ligový debut v dresu „áčka“ zaznamenal ve 3. kole sezony 2018/19 hraném 5. srpna 2018 proti Zemplínu Michalovce (výhra 2:1), když 86. minutě nahradil na hrací ploše Kenana Bajriće. Na jaře 2019 „belasí“ vybojovali mistrovský titul, na jehož zisku se Hrnčár částečně podílel.

### FK Pohronie

#### Sezóna 2018/19
V zimním přestupovém období sezony 2018/19 odešel ze Slovan do klubu FK Pohronie, v němž rovněž neměl profesionální kontakt. Svůj první ligový zápas za Pohronie absolvoval v souboji se Slavojem Trebišov (výhra 1:0), na hřišti vydržel 59 minut. Poprvé v lize v dresu FK se střelecky prosadil 3. 5. 2019 proti Lokomotívě Košice, když v 85. minutě zvyšoval na konečných 4:0. Další branku vsítil o 15 dní později ve 29. kole v souboji s týmem KFC Komárno (výhra 4:1). Na jaře 2019 s Pohroním oslavil postup do nejvyšší soutěže, kam se mužstvo probojovalo poprvé v historii.

#### Sezóna 2019/20
Svůj první a jediný ligový gól v ročníku za Pohronie vstřelil v City Areně Trnava proti tamnímu Spartaku. Prosadil se ve 37. minutě, ale porážce v poměru 2:3 nezabránil.

### FC ViOn Zlaté Moravce – Vráble

#### Sezóna 2019/20
V lednu 2020 zamířil opět pod statutem amatéra tentokrát do ViOnu Zlaté Moravce – Vráble. Poprvé za klub nastoupil v lize v 19. kole 16. února 2020 v souboji se Žilinou (prohra 0:3), odehrál 65 minut. V jarní části sezony si připsal dvě asistence.

#### Sezóna 2020/21
V létě 2020 své působení prodloužil. Poprvé v ročníku skóroval 30. 8. 2020 proti týmu FC DAC 1904 Dunajská Streda (prohra 1:2), když dal ve 24. minutě úvodní branku utkání. Svůj druhý gól v sezoně vsítil v následujícím kole proti mužstvu FK Senica a podílel se na remíze 2:2 s tímto soupeřem. Potřetí v ročníku se prosadil v souboji se Žilinou (výhra 4:0), když ve 42. minutě zvyšoval na 3:0. Další gól v ročníku vstřelil v 52. minutě v odvetě do sítě klubu AS Trenčín ve 13. kole hraném 17. listopadu 2020, s ViOnem zvítězili vysoko 5:0 na domácím hřišti. Následující branku v sezóně zaznamenal v 16. kole v odvetném souboji s Dunajskou Stredou (výhra 3:1). Na podzim 2020 dal pět gólů a na dalších sedm přihrál, čímž se stal společně s Dávidem Holmanem ze Slovanu Bratislava průběžně čtvrtým nejproduktivnějším hráčem soutěže a byl rovněž nejlepším asistentem ligy.

### ŠK Slovan Bratislava (návrat)
V zimním přestupovém období ročníku 2020/21 měl po povedeném podzimu nabídky ze zahraničí, avšak nakonec upřednostnil tu z bratislavského Slovanu a podepsal svůj první profesionální kontrakt, který měl platnost na tři a půl roku.

#### Sezóna 2021/22
Se Slovanem postoupil na podzim 2021 přes Shamrock Rovers z Irska (výhra 2:0 doma a prohra 1:2 venku) do druhého předkola Ligy mistrů UEFA 2021/22, ve kterém nenastoupil, a jeho spoluhráči vypadli se švýcarským týmem BSC Young Boys z Bernu po domácí remíze 0:0 a venkovní prohře 2:3. Následně hrál po přesunu do předkol Evropské ligy UEFA 2021/22, kde s bratislavským mužstvem nejprve vyřadil ve třetím předkole Lincoln Red Imps FC z Gibraltaru (výhra 3:1 venku a remíza 1:1 doma), avšak ve čtvrtém předkole - play-off s ním nepřešel přes řecký klub Olympiakos Pireus (prohra 0:3 venku a remíza 2:2 doma) do skupinové fáze této soutěže. Se spoluhráči však byli zařazení do základní skupiny F Evropské konferenční ligy UEFA 2021/22, kde v konfrontaci se soupeři: FC Kodaň (Dánsko) - (prohry doma 1:3 a venku 0:2), PAOK Soluň (Řecko) - (remízy venku 1:1 a doma 0:0) a stejně jako v kvalifikaci s Lincolnem Red Imps - (výhry doma 2:0 a venku 4:1) skončili na třetím místě tabulky, což na postup do jarní vyřazovací fáze nestačilo. Hrnčár v této sezóně pohárové Evropy odehrál šest zápasů. Obnovenou ligovou premiéru v dresu Slovanu Bratislava si odbyl v úvodním kole sezony proti tehdejšímu nováčkovi nejvyšší soutěže Tatranu Liptovský Mikuláš (výhra 4:1), nastoupil na 74 minut. V sezoně 2021/22 pomohl svému zaměstnavateli již ke čtvrtému titulu v řadě, což Slovan dokázal jako první v historii slovenského fotbalu.

#### Sezóna 2022/23
Se Slovanem se probojoval do skupinové fáze Evropské konferenční ligy UEFA 2022/23, v předkolech Evropských pohárů však nastoupil jen k jednomu střetnutí. Se spoluhráči byli zařazeni do základní skupiny H, kde v konfrontaci se soupeři: FC Basilej (Švýcarsko) - (výhra 2:0 venku a remíza 3:3 doma), FK Žalgiris (Litva) - (remíza 0:0 doma a výhra 2:1 venku) a FC Pjunik Jerevan (Arménie) - (prohra 0:2 venku a výhra 2:1 doma) postoupili se ziskem 11 bodů jako vítěz skupiny poprvé v novodobé historii Slovanu do jarní vyřazovací fáze některé evropské pohárové soutěže. V ní však nehrál, jelikož v zimě odešel. Hrnčár celkem v tomto ročníku pohárové Evropy nastoupil ke dvěma utkáním.
Svůj první a druhý ligový gól v sezoně si připsal 23. 7. 2022 ve druhém kole v souboji s Trenčínem, když dával nejprve na 1:0 a poté na konečných 4:0. Potřetí v ročníku se trefil 7. srpna 2022, když v 66. minutě zvyšoval proti tehdejšímu nováčkovi týmu MFK Skalica na konečných 3:0. Poté se střelecky prosadil v následujícím duelu s Tatranem Liptovský Mikuláš (výhra 5:1), když dával branky v 56. a 71. minutě. Na konci sezony vybojoval Slovan historicky pátý titul v řadě, na jehož zisku se Hrnčár částečně podílel.

### FC ViOn Zlaté Moravce – Vráble (hostování)
Po přestupu do Slovanu odešel kvůli velké konkurenci obratem na hostování zpět do Zlatých Moravců. V jarní části sezony 2020/21 odehrál za ViOn celkem 15 zápasů v lize. S celkem bojoval v play-off o účast v prvním předkole tehdy nověvzniklé Evropské konferenční ligy UEFA, kde se Zlatými Moravcemi – Vráblemi postoupil přes Trenčín (výhra 2:0) a následně nestačil po prohře 2:3 po prodloužení ve finále na Žilinu.

### KSK Beveren (hostování)

#### Sezóna 2022/23
V lednu 2023 zamířil na své první zahraniční angažmá na půl roku hostovat s opcí do tehdy druholigového belgického mužstva KSK Beveren. Debut v lize si připsal v 19. kole hraném 22. 1. 2023 v souboji s klubem K Beerschot VA (výhra 2:0), odehrál celý zápas. Svůj první ligový gól v ročníku za Beveren vsítil v následujícím kole proti rezervě Standardu Lutych, když v nastavení druhého poločasu srovnával na konečných 2:2. Následně skóroval v lize za tento tým 11. února 2023 v souboji s celkem F.C.V. Dender E.H. při domácí přestřelce 5:2. Potřetí v této sezoně v dresu Beverenu se trefil v nadstavbové částí proti mužstvu R.W.D. Molenbeek, když v 56. minutě zaznamenal branku na konečných 2:1. V jarní části ročníku 2022/23 bojoval s belgickým klubem o postup do nejvyšší soutěže, který se nezdařil.

#### Sezóna 2023/24
Před ročníkem 2023/24 uplatnil Beveren na Hrnčára předkupní právo a získal jej natrvalo.

## Klubové statistiky
Aktuální k 6. červnu 2023
| Sezona    | Klub                              | Soutěž       | Zápasy | Góly |
| --------- | --------------------------------- | ------------ | ------ | ---- |
| 2015/2016 | ŠK Slovan Bratislava B            | DOXXbet liga | 5      | 0    |
| 2016/2017 | ŠK Slovan Bratislava B            | 2. liga      | 18     | 0    |
| 2016/2017 | MŠK Žilina B (host.)              | 2. liga      | 5      | 2    |
| 2017/2018 | ŠK Slovan Bratislava B            | 3. liga      | –      | 38   |
| 2018/2019 | ŠK Slovan Bratislava              | Fortuna liga | 1      | 0    |
| 2018/2019 | FK Pohronie                       | 2. liga      | 12     | 2    |
| 2019/2020 | FK Pohronie                       | Fortuna liga | 17     | 1    |
| 2019/2020 | FC Zlaté Moravce – Vráble         | Fortuna liga | 8      | 0    |
| 2020/2021 | FC Zlaté Moravce – Vráble (host.) | Fortuna liga | 32     | 7    |
| 2021/2022 | ŠK Slovan Bratislava              | Fortuna liga | 24     | 0    |
| 2022/2023 | ŠK Slovan Bratislava              | Fortuna liga | 16     | 5    |
| 2022/2023 | KSK Beveren (host.)               | 2. liga      | 14     | 3    |
| 2023/2024 | KSK Beveren                       | 2. liga      |        |      |